# Золштет
Золштет (њем. Sollstedt) општина је у њемачкој савезној држави Тирингија. Једно је од 32 општинска средишта округа Нордхаузен. Према процјени из 2010. у општини је живјело 3.402 становника. Посједује регионалну шифру (AGS) 16062049.

## Географски и демографски подаци
Золштет се налази у савезној држави Тирингија у округу Нордхаузен. Општина се налази на надморској висини од 260 метара. Површина општине износи 26,2 km². У самом мјесту је, према процјени из 2010. године, живјело 3.402 становника. Просјечна густина становништва износи 130 становника/km².